# Mojo (personaggio)
Mojo è un personaggio dei fumetti creato da Ann Nocenti (testi) e Art Adams (disegni), pubblicato dalla Marvel Comics. Apparso per la prima volta sulle pagine della miniserie Longshot n. 3 (novembre 1985), Mojo è il principale avversario dell'X-Man Longshot, ma è anche e soprattutto conosciuto come il regnante del Mojoverso, universo parallelo basato sull'intrattenimento televisivo. Mojo, in seguito, è stato usato anche come nemico degli X-Men. Schiavista, mago e principale azionista dell'unica rete televisiva del proprio mondo, Mojo rappresenta la parodia della società moderna fondata sugli ascolti e gli indici di gradimento di cui è enormemente ossessionato, tanto da utilizzare qualsiasi mezzo per riuscire a mantenerli sempre alti.

## Storia
La maggior parte degli abitanti di quello che sarebbe stato chiamato "Mojoverso" furono lentamente fatti impazzire da ondate di energia provenienti da un altro continuum spazio-temporale. Ci vorrebbero secoli (del loro tempo) perché scoprissero l'origine di queste trasmissioni. La razza dei Mojo non si evolse molto a causa della loro incapacità di stare in piedi, finché uno scienziato di nome Arize non sviluppò degli esoscheletri che consentirono una rapida rivoluzione tecnologica. Alcuni membri della razza si rifiutarono di usarli e si auto definirono i "Senza Spina". Invece, hanno usato piattaforme motorizzate per trasportare i loro corpi. 
Divennero i governanti della loro specie e chiesero a una razza di schiavi di svolgere tutti i compiti che non potevano o non volevano svolgere. Arize creò gli schiavi, esseri umanoidi, utilizzando l'ingegneria genetica e basando il loro aspetto sui "demoni" degli incubi dei Senza Spina che erano in realtà i personaggi delle trasmissioni televisive della Terra-616, in qualche modo sparsi nella loro linea temporale e percepiti dagli esseri umani. Quelli senza spina dorsale. Sconosciuto ai Senza Spina, Arize piantò segretamente i semi nel loro corredo genetico per rivoltarsi infine contro i loro padroni e governare giustamente il Mojoworld. Arize fu bandito quando si rifiutò di costruire armi per loro.
La struttura di potere di questo mondo era basata sull'industria televisiva e Mojo ne divenne il leader controllandola, insieme alla tratta degli schiavi. Mojo ha chiamato il mondo con il suo nome; "Mojoworld" e la dimensione "Mojoverso". I suoi seguaci, inclusi i Warwolves (esseri metallici vagamente simili a cani con la capacità di uccidere le persone e impossessarsi dei resti dei loro corpi come pelli), divennero noti come Wildways. Mojo ha anche un ciambellano, un androide chiamato "Major Domo", che supervisiona i suoi registri finanziari e trasmette i suoi comandi ai suoi servi. L'androide è completamente fedele a Mojo, ma spesso obbedisce con commenti sarcastici nei suoi confronti.
Uno degli schiavi che Mojo aveva ordinato, Longshot, divenne uno dei suoi migliori stuntman. Tuttavia, Longshot non era d'accordo con le regole e guidò una ribellione (molto probabilmente motivata dalla morte di Jackson, un altro stuntman). Fu catturato e gli furono rimossi i ricordi, ma riuscì a fuggire sulla Terra, seguito dai cacciatori di taglie. Sulla Terra Longshot trovò alleati sotto forma del Dr. Strange e della stuntman umana Rita Ricochet e riuscirono a sconfiggere Mojo, riportandolo nel suo mondo. Longshot, il suo amico Quark e Rita tornarono nel Mojoverso per liberare i loro compagni schiavi. La missione di Longshot fallì e furono catturati da Mojo. A Longshot venne nuovamente fatto il lavaggio del cervello, mentre Rita fu legata alla prua della nave di Mojo che viaggiava per il mondo, fungendo da guida. In un futuro alternativo, Mojo fece trasformare Rita in una folle guerriera/maga chiamata Spiral e fu rimandata indietro nel tempo per catturare o uccidere Longshot.
Mojo si interessò alla Terra e catturò e fece il lavaggio del cervello a Betsy Braddock, ribattezzandola "Psylocke". Molto più tardi si apprese che gli occhi bionici che Mojo le diede erano in realtà telecamere interdimensionali che permettevano a Mojo di registrare e trasmettere tutto ciò che poteva vedere. Psylocke fu salvata dai Nuovi Mutanti e aiutò sia i Nuovi Mutanti che gli X-Men prima di diventare lei stessa ufficialmente una X-Man. Successivamente è stato rivelato che il corpo di Betsy conservava occhi robotici, poiché la sua coscienza era stata scambiata con quella di un'assassina giapponese in coma.
Poco dopo, Mojo inviò Longshot sulla Terra dove si unì anche lui agli X-Men. Mojo aveva pianificato di schiavizzare gli X-Men trasformandoli in bambini, ma i Nuovi Mutanti riuscirono a liberarli e insieme costrinsero Mojo a fuggire nuovamente. Tuttavia Mojo scoprì che le avventure degli X-Men avevano portato il pubblico ai massimi livelli; che accrebbe il suo potere politico.
Mojo manipolò anche Rachel Summers, membro degli X-Men, affinché lavorasse per lui, ma lei scappò presto dopo aver realizzato di essere poco più che una prigioniera. Ulteriori battute d'arresto iniziarono quando le trasmissioni di Psylocke si interruppero quando gli X-Men furono presumibilmente uccisi dall'Avversario, ma Mojo voleva avere filmati degli X-Men per migliorare le sue valutazioni, quindi uno dei suoi assistenti trovò una possibile soluzione; creare versioni che potrebbero essere controllate. Davanti a lui apparvero molte versioni diverse degli X-Men, ma li considerò tutti dei fallimenti e ordinò la loro morte tranne gli X-Babies. Gli X-babies hanno avuto un successo immediato ma si sono ribellati quasi subito e sono fuggiti portando con sé Rita.
Mojo riapparve insieme ad una versione alternativa di Jubilee. Mojo aveva rapito Jubilee, portandola al "Big Crunch", la fine dei tempi in cui tutta la materia sarebbe crollata. Jubilee accettò di essere lo schiavo di Mojo se non avesse interrotto il Crunch. Più vecchia e ribattezzata Abcissa, rapì la sua identità più giovane e la portò al Crunch. Wolverine apparve con un missile e sconfisse Mojo. 
Alla fine, Longshot tornò per liberare gli schiavi e depose Mojo, con l'aiuto del clone eretto e dall'aspetto più umano (anche se giallo) di Mojo, Mojo II. Tuttavia, Mojo II si rivelò altrettanto cattivo quanto il suo predecessore e anche Longshot dovette sconfiggerlo. Dopo che Mojo II fu estromesso, Mojo riconquistò la sua posizione e divenne nuovamente il leader di Mojo World.
Mojo non imparò mai dal suo errore riguardo agli X-babies e ne creò altri, che si ribellarono anche loro. Alla fine tutti gli X-Men avevano controparti X-Baby su Mojoworld, e tutti si ribellarono a Mojo e fuggirono in un'area che non poteva raggiungere. Ha anche creato delle versioni infantili dei Vendicatori per fermare finalmente gli X-Babies una volta per tutte, ma questi, essendo essenzialmente dello stesso tessuto morale delle loro controparti adulte, si rivoltarono contro Mojo e lo sconfissero. Infine, ha creato versioni per bambini dei cattivi dell'Era di Apocalisse. Queste entità erano apparentemente più intelligenti e ruppero il controllo che Mojo aveva su di loro. Secondo Dazzler queste versioni furono responsabili della distruzione di gran parte di Mojoworld, ma a quanto pare Mojo riuscì a sconfiggerle e a riprendere il controllo di Mojoworld. Ha quindi stretto un accordo con gli Exiles: in cambio dell'aiuto di Longshot, Mojo riceve trasmissioni da tutto il multiverso attraverso il palazzo di cristallo degli Exiles; prima di questo, Mojo aveva provato a mettere le mani su Nocturne usando dei cloni della precedente formazione degli Exiles.
Più tardi, Mojo riapparve insieme a Nocturne e il Fenomeno precedentemente scomparsi, usando una "Jean-Bomb" per trasformare gli X-Men in bambini, e dopo la sua sconfitta, il Fenomeno, tormentato dai sensi di colpa fu tentato dall'offerta di rimanere un bambino, ma alla fine rifiutò. Emma Frost si assicurò che Mojo fosse gestito da professionisti in modo che non disturbasse mai più gli X-Men e fu rinchiuso dal governo. 
Mojo era uno dei cattivi a cui Bestia si offrì di vendere la sua anima per aiutare a invertire gli effetti dell'M-Day. Spiral successivamente menziona a Bestia che Mojo è scontento del fatto che i mutanti siano ora una specie in via di estinzione e di come ciò influenzerà i suoi ascolti televisivi.
Sia nel 2010 che nel 2011 Mojo è stato rivelato come il cattivo responsabile dell'invio casuale di Spider-Man e Wolverine nel tempo, essendo gli spostamenti temporali creazioni virtuali generate da Mojo come una nuova idea.
Successivamente, Mojo è stato retrocesso dai produttori su Mojo World a causa dei bassi ascolti ed è stato spostato su "Educational Broadcasting"

## Poteri e abilità
Appartenendo ad una particolare razza aliena sprovvista di spina dorsale ed arti inferiori, Mojo si muove principalmente su uno speciale veicolo dotato di varie appendici, fra cui un set di gambe robotiche, uno schienale arcuato simile alla coda di uno scorpione e dotato di laser ed, infine, numerose quanto disparate armi offensive e difensive. Caratterizzato da un'epidermide giallastra e chiazzata e da una esagerata massa di grasso corporeo che lo protegge da qualsiasi temperatura, è anche dotato di notevoli poteri magici di cui fa uso principalmente per aprire portali dimensionali dai quali preleva soggetti che poi utilizza nei suoi innumerevoli programmi televisivi. Oltre a ciò, possiede un particolare dispositivo, agganciato sul retro del cranio, che solleva le palpebre degli occhi garantendogli un maggiore campo visivo.
Catalogato come portatore di morte e corruzione dal Dottor Strange, la sola presenza fisica di Mojo sulla Terra provoca innumerevoli disastri naturali.

## Altre versioni
Dando credito a quanto detto dallo stesso Mojo, lui e gli altri abitanti del Mojoverso sarebbero unici all'interno dell'universo fumettistico Marvel, vale a dire che non ci sarebbero altre controparti presenti in realtà parallele.

### Ultimate
Una versione di Mojo è presente anche all'interno della serie Ultimate X-Men. Come la sua controparte classica, benché questo mostri fattezze umane, conduce un network televisivo ed è il principale nemico di Longshot, star di un seguitissimo reality show.

## Altri media

### Televisione
Mojo è apparso sia nella serie animata Insuperabili X-Men (doppiato in Italia inizialmente da Paolo Torrisi ed in seguito da Riccardo Peroni).
Appare anche in un episodio di Avengers Assemble, dove viene nuovamente doppiato da Peroni, e in un episodio di X-Men '97, doppiato in italiano da Luigi Ferraro.